# Little Catwick
Little Catwick – osada w Anglii, w hrabstwie East Riding of Yorkshire. Leży 17 km na północ od miasta Hull i 265 km na północ od Londynu.